# قطع عضو
قطع عضو یا  آمپوتاسیون  (به فرانسوی: Amputation)، به عنوان یک اقدام جراحی جهت قطع قسمتی از اندام بر اثر عواملی بمانند تروما و قانقاریا (عفونت غیرقابل کنترل قسمتی از اندام) برای کاهش درد و روند بهبودی بیمار است.
- پس از انجام عمل جراحی آمپوتاسیون، قسمت قطع شده در صورت امکان با یک اندام مصنوعی جایگزین می‌شود.
- بیماران مبتلا به بیماری عروق محیطی، بیش‌ترین کاندیدای قطع اندام تحتانی را تشکیل می‌دهند. دیابت شیرین، یک اتیولوژی عمده برای انسداد شریانی است. و هرساله تعداد زیادی کودک به علت بیماری مننژیت اندام خود را از دست میدهند و بیش از ۵۵% از آمپوتاسیون‌های وسیع در بیماران مبتلا به بیماری‌های انسدادی اندام تحتانی را به همراه دارد.[۳]

## علت انجام آمپوتاسیون
- آترواسکلروز:شایع‌ترین علل قطع عضو نشان دهنده اختلال در گردش خون شریانی مزمن، انسداد شریانی می‌باشد.
- آسیب شدید اندام
- آسیب تروماتیک
- تومورهای اندام
- نکروز عضو
- عفونت غیرقابل کنترل عضو
- ناهنجاریهای مادرزادی
- دیابت علت حدود 40-30 درصد آمپوتاسیون‌های انجام شده دیابت است.
- قطع عضو با دلیل غیر پزشکی ( به عنوان مجازات یا دلایل خشونت آمیز دیگر)

## انواع
آمپوتاسیون دست
- آمپوتاسیون انگشتان دست
- آمپوتاسیون متاکارپال

آمپوتاسیون پا
- آمپوتاسیون انگشتان پا

سایر آمپوتاسیون ها